# Partido judicial de Esplugas de Llobregat
El Partido judicial de Esplugas de Llobregat es uno de los 49 partidos judiciales en los que se divide la Comunidad Autónoma de Cataluña, siendo el partido judicial n.º 23 de la provincia de Barcelona.
El ámbito territorial, que viene regulado por el Real Decreto 529/1983, de 9 de marzo, comprende las localidades de Esplugas de Llobregat y San Justo Desvern.
La cabeza de partido y, por tanto, sede de las instituciones judiciales, es Esplugas de Llobregat. Cuenta actualmente con tres Juzgados de Primera Instancia e Instrucción, teniendo el número 3 competencia exclusiva en materia de violencia sobre la mujer.